# 양평역 (서울)
양평역(楊坪驛, Yangpyeong station)은 서울특별시 영등포구 양평동2가에 있는 수도권 전철 5호선의 전철역이다. 안양천 하저터널로 오목교역과 연결된다.

## 역사
- 1996년 8월 12일 : 서울 지하철 5호선 까치산역~여의도역 개통과 함께 영업 개시

## 역 구조
2면 2선의 상대식 승강장이 있는 지하역이며, 스크린도어가 설치되어 있다. 출구는 2개다.

### 승강장
| 오목교 ↑     |
| \| 상        |
| ↓ 영등포구청 |

| 상행 | ● 수도권 전철 5호선 | 오목교 · 목동 · 까치산 · 화곡 · 김포공항 · 방화 방면   |
| 하행 | ● 수도권 전철 5호선 | 신길 · 여의도 · 공덕 · 광화문 · 하남검단산 · 마천 방면 |

## 역 주변
- 안양천
- 서울당중초등학교
- 양평1동 행정복지센터
- 고용노동부 서울남부지청
- 관악고등학교
- 영등포 종합기계상가
- 우리은행 양평점
- 코스트코 양평점
- 파리바게트 양평점
- 양평역 대우미래사랑
- 래미안아파트 양평동
- 오목교 코업레지던스

## 명칭 문제

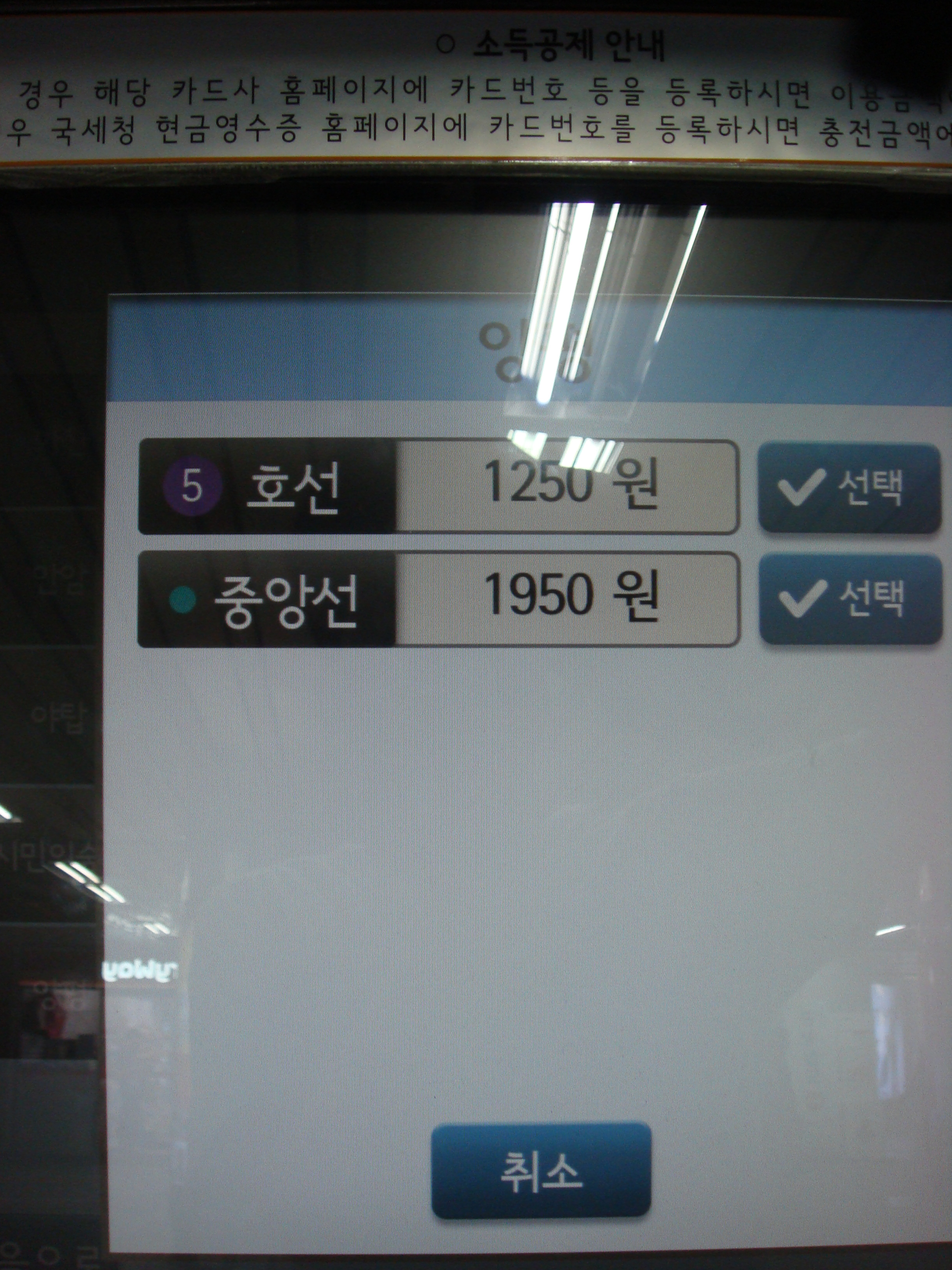
서울역 발매기에 표시된 두 노선 양평역

서울지하철 5호선 양평역은 경기도 양평군 양평읍에 있는 경의중앙선 양평역(楊平驛)과 한자 한 글자만 다르고 한글·로마자 표기와 발음이 모두 같다. 두 역 모두 수도권 전철에 속하는 역이기 때문에 1회용 교통카드 구매 시 혼란의 여지가 있다. 그리고 KTX 양평역 하차 경우 5호선이 아닌 경의중앙선으로 갈아탈 수 있으므로,왕십리역에서 다시 환승해야한다.

## 이용객 변동
| 노선  | 노선   | 일평균 인원수 (명/일) | 일평균 인원수 (명/일) | 일평균 인원수 (명/일) | 일평균 인원수 (명/일) | 일평균 인원수 (명/일) | 일평균 인원수 (명/일) | 일평균 인원수 (명/일) | 일평균 인원수 (명/일) | 일평균 인원수 (명/일) | 일평균 인원수 (명/일) | 각주  |
| 노선  | 노선   | 2000년                | 2001년                | 2002년                | 2003년                | 2004년                | 2005년                | 2006년                | 2007년                | 2008년                | 2009년                | 각주  |
| ----- | ------ | --------------------- | --------------------- | --------------------- | --------------------- | --------------------- | --------------------- | --------------------- | --------------------- | --------------------- | --------------------- | ----- |
| 5호선 | 승차   | 3,396                 | 3,647                 | 3,664                 | 3,804                 | 4,288                 | 4,468                 | 4,627                 | 4,824                 | 5,177                 | 5,216                 | [ 1 ] |
| 5호선 | 하차   | 3,271                 | 3,465                 | 3,503                 | 3,703                 | 4,144                 | 4,335                 | 4,500                 | 4,748                 | 5,100                 | 5,247                 | [ 1 ] |
| 5호선 | 승하차 | 6,667                 | 7,112                 | 7,168                 | 7,507                 | 8,432                 | 8,803                 | 9,127                 | 9,572                 | 10,278                | 10,463                | [ 1 ] |
| 노선  | 노선   | 2010년                | 2011년                | 2012년                | 2013년                | 2014년                | 2015년                | 2016년                | 2017년                | 2018년                |                       | [ 1 ] |
| 5호선 | 승차   | 5,401                 | 5,697                 | 5,866                 | 5,976                 | 6,027                 | 6,161                 | 6,148                 | 6,121                 | 6,380                 |                       | [ 1 ] |
| 5호선 | 하차   | 5,510                 | 5,723                 | 5,935                 | 6,063                 | 6,081                 | 6,206                 | 6,145                 | 6,148                 | 6,319                 |                       | [ 1 ] |
| 5호선 | 승하차 | 10,911                | 11,420                | 11,801                | 12,039                | 12,108                | 12,367                | 12,293                | 12,269                | 12,699                |                       | [ 1 ] |

## 인접한 역
| 서울 지하철 5호선 본선 | 서울 지하철 5호선 본선 | 서울 지하철 5호선 본선                |
| ---------------------- | ---------------------- | ------------------------------------- |
| 521 오목교 방화 방면   | ● 수도권 전철 5호선    | 523 영등포구청 하남검단산 · 마천 방면 |